# SINUS-Studie zum Rechtsextremismus
Die SINUS-Studie war eine von Bundeskanzler Helmut Schmidt 1980 in Auftrag gegebene, vom Sozialwissenschaftlichen Institut Nowak und Sörgel erstellte und mit einem Vorwort des Politologen Martin Greiffenhagen im Folgejahr im Rowohlt-Verlag veröffentlichte Umfrage über rechtsextremistisches Gedankengut in Westdeutschland.
Die Studie war die erste ihrer Art in der Bundesrepublik Deutschland.
Seit 2002 wird die SINUS-Studie, anfangs im Rahmen eines medizinsoziologischen BMBF-Projektes, an der Universität Leipzig wieder fortgeführt.

## Ergebnisse
Befragt wurden 7.000 Wahlberechtigte. Die SINUS-Studie gab an, dass 13 oder mehr Prozent der westdeutschen Bevölkerung über ein „geschlossenes rechtsextremes Weltbild“ verfügten. Etwa jeder zweite in dieser Gruppe befand auch Gewalt als ein probates Mittel, um dieses durchzusetzen. Weitere 37 Prozent seien zwar gegen Antisemitismus, Militarismus und Führerkult immun, aber seien dennoch empfänglich für „rechtsextreme Denkinhalte“. Insbesondere die Konservativen hätten rechtsradikales Gedankengut „salonfähig“ gemacht.

## Definition: „geschlossenes rechtsextremes Weltbild“
Die SINUS-Studie hat sechs Komponenten betrachtet, die zusammengenommen ein rechtsextremes Einstellungsmuster ergäben:
- Autoritarismus, d. h. die Bereitschaft, sich freiwillig einem Stärkeren zu unterwerfen
- Nationalismus, d. h. die Überbetonung der eigenen Nation und die Abwertung anderer
- Fremdenfeindlichkeit, d. h. die Abwertung, Benachteiligung, Ausgrenzung anderer Ethnien
- Wohlstandschauvinismus, d. h. die Diskriminierung von Menschen aus sozioökonomischen Motiven
- Antisemitismus, d. h. Feindseligkeit gegenüber Jüdinnen und Juden
- Pronazismus, d. h. Verharmlosung oder Rechtfertigung des Nationalsozialismus

## Erklärung
Erklärt wurde dieser Befund nicht nur mit dem Fortdauern nationalsozialistischen Gedankenguts, sondern auch mit dem Hinweis darauf, dass es in Zeiten schnellen wirtschaftlichen, sozialen und politischen Wandels immer auch Gruppen gibt, die von der Entwicklung überrollt werden und darauf mit einfachen und autoritären Denkmustern reagieren.